# Narsarmijit
Narsarmijit (em dinamarquês: Frederiksdal) é uma vila com 97 habitantes, no município Kujalleq. Nos últimos anos tem vindo a perder lentamente a população. Narsarmijit é um dos assentamentos mais a sul da Gronelândia. O assentamento foi fundado em 1824, por missionário moravianos.

## População
Tal como a maioria dos assentamentos no Sul da Gronelândia, Narsarmijit tem vindo a perder a população ao longo das 2 últimas décadas. Em 2010 tinha menos de metade dos habitantes do que em 1991.